# Kieran Culkin
Kieran Kyle Culkin (Nueva York, 30 de septiembre de 1982) es un actor estadounidense.Conocido por interpretar personajes desagradables pero simpáticos en el escenario y la pantalla, sus galardones incluyen un premio de la Academia, un premio de la Academia Británica de Cine, un premio Primetime Emmy y dos premios Globo de Oro.
Culkin comenzó su carrera cuando era niño en producciones teatrales para la Light Opera of Manhattan. Hizo su debut cinematográfico junto a su hermano mayor, Macaulay, en la comedia navideña Home Alone (1990); más tarde repitió su papel en su secuela Home Alone 2: Lost in New York (1992). Culkin tuvo diversos papeles en la franquicia Father of the Bride (1991-2020), seguido de su primer papel protagónico en el drama sobre la mayoría de edad The Mighty (1998) y apariciones en películas convencionales como She's All That y The Cider House Rules (ambas de 1999). Interpretó a un adolescente sardónico en la comedia dramática Igby Goes Down (2002), que le valió su primera nominación al Globo de Oro.
Tras su gran éxito, Culkin se tomó un descanso de la pantalla debido a conflictos personales. Comenzó una colaboración con el dramaturgo Kenneth Lonergan en 2002, protagonizando varios personajes en las producciones del West End y Broadway de la obra This Is Our Youth. Entre sus papeles cinematográficos intermitentes, Culkin interpretó a Wallace Wells en la comedia de acción Scott Pilgrim vs. the World (2010). Obtuvo un reconocimiento más amplio por su interpretación de Roman Roy en la serie dramática de HBO Succession (2018-2023), por la que ganó el premio Primetime Emmy al mejor actor principal en una serie dramática. Obtuvo el premio de la Academia al mejor actor de reparto por su papel en la comedia A Real Pain (2024).
Recientemente se confirmó que dará vida a una versión joven de Caesar Flickerman en la versión cinematográfica de "Los Juegos del Hambre: Amanecer en la cosecha" que se estrenará en otoño de 2026.

## Biografía

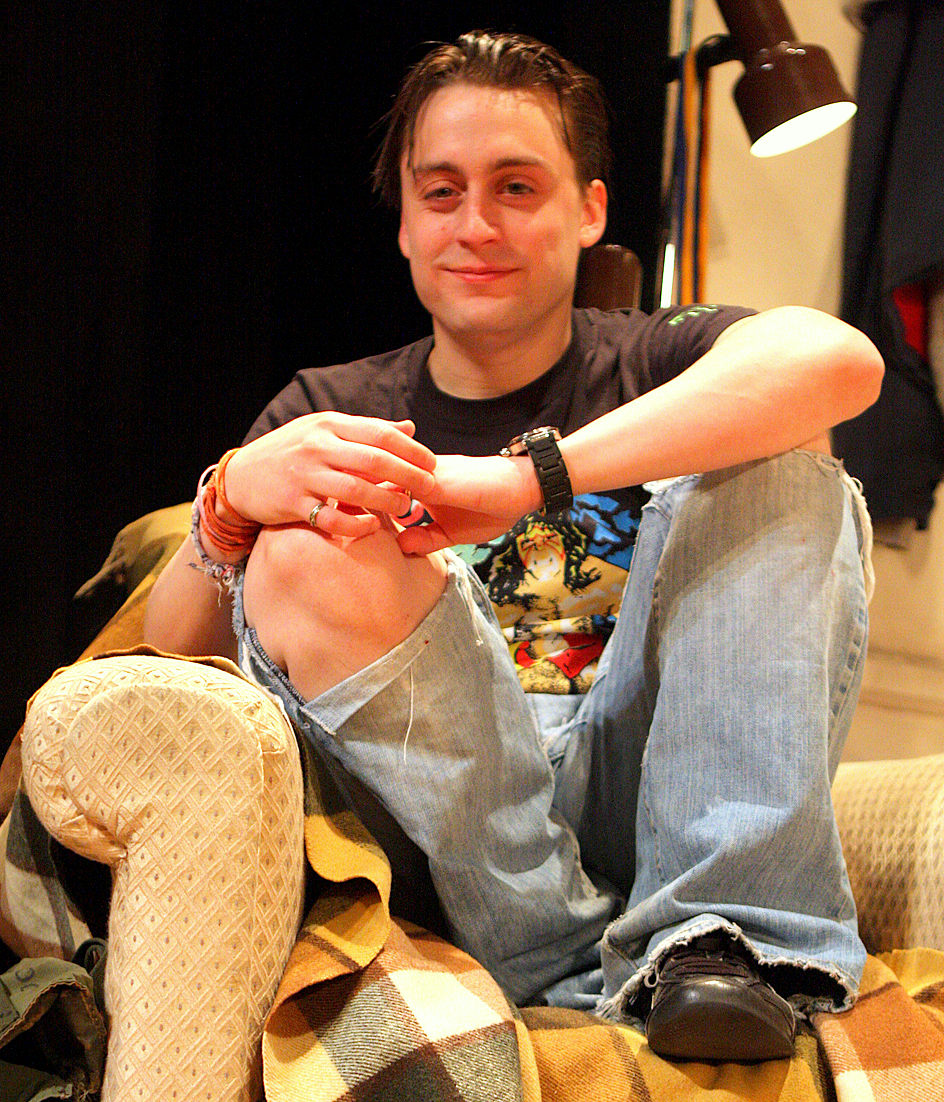
Kieran Culkin en 2012.

Kieran Kyle Culkin nació el 30 de septiembre de 1982 en el distrito de Manhattan de la ciudad de Nueva York.  Fue el cuarto de siete hijos de Christopher "Kit" Culkin y Patricia Brentrp. Su padre es un ex actor de teatro, y su madre, nativa de Dakota del Norte, trabajó como controladora de tráfico en Sundance, Wyoming. Culkin fue criado como católico con sus seis hermanos: Shane (n. 1976), Dakota (1978-2008),  Macaulay (n. 1980), Quinn (n. 1984), Christian (n . 1987) y Rory (n. 1989). Tenía una media hermana, Jennifer Adamson (1970-2000),  de la relación anterior de su padre. La actriz Bonnie Bedelia es su tía paterna.  Culkin tiene ascendencia alemana, irlandesa y noruega. 

## Trayectoria profesional
Debutó como actor a la edad de 8 años en un pequeño papel en la popular película de 1990 Home Alone (Solo en casa en España y Mi pobre angelito en Hispanoamérica), en la que caracterizaba a Fuller, el insoportable primo hermano del protagonista, Kevin, encarnado por su hermano Macaulay.
Mantuvo su carrera como actor a lo largo de su adolescencia y luego ya de adulto, destacando en Home Alone 2: Lost in New York, Igby Goes Down, The Dangerous Lives of Altar Boys, Scott Pilgrim vs. The World y la serie Succession, por la que ha ganado un Globo de Oro.
A lo largo de su carrera, ha participado tanto en papeles principales en filmes independientes como también en algunos más bien secundarios dentro de grandes producciones. Probablemente su interpretación más destacada fue en Igby Goes Down, papel por el cual recibió una nominación para el Globo de Oro.

Por su actuación en A Real Pain (2024) recibió un Globo de Oro al Mejor Actor de Reparto y un Óscar al mejor actor de reparto.

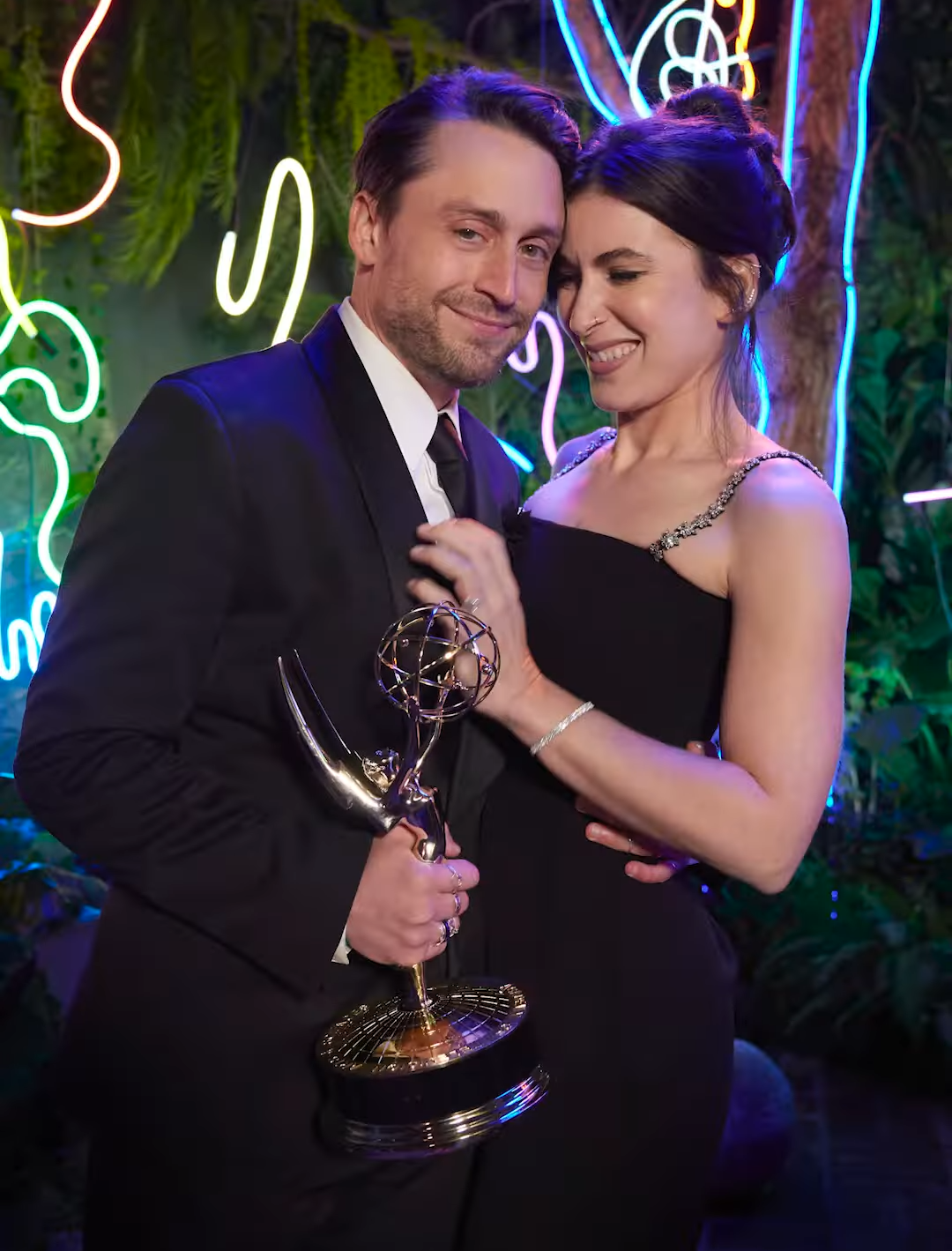
Culkin y su esposa, Jazz Charton, en la 75.ª edición de los premios Primetime Emmy en 2024.

## Vida personal
En 2005, Culkin salió brevemente con su coprotagonista de After Ashley, Anna Paquin.  Estuvo en una relación con su coprotagonista de Paper Man, Emma Stone, de 2009 a 2011. Siguieron siendo buenos amigos después de su separación y continuaron trabajando juntos en Movie 43 y A Real Pain. En 2012, Culkin conoció a la especialista en publicidad británica Jazz Charton. La pareja tiene dos hijos juntos: una hija nacida en septiembre de 2019, Kinsey Siouxy un hijo nacido el 17 de agosto agosto de 2021. La coprotagonista de Culkin en Succession, Sarah Snook, es la madrina de su hijo.  A partir de 2023, la familia reside en Greenpoint, Brooklyn. 

## Filmografía

### Cine
| Año  | Título original                               | Personaje                 | Ref(s) |
| ---- | --------------------------------------------- | ------------------------- | ------ |
| 1990 | Home Alone                                    | Fuller McCallister        | [ 3 ]  |
| 1991 | Only the Lonely                               | Patrick Muldoon Jr.       | [ 13 ] |
| 1991 | Father of the Bride                           | Matthew "Matty" Banks     | [ 14 ] |
| 1992 | Home Alone 2: Lost in New York                | Fuller McCallister        | [ 4 ]  |
| 1993 | Nowhere to Run                                | Mike "Mookie" Anderson    | [ 15 ] |
| 1994 | My Summer Story                               | Ralph "Ralphie" Parker    | [ 16 ] |
| 1995 | Father of the Bride Part II                   | Matthew "Matty" Banks     | [ 17 ] |
| 1996 | Amanda                                        | Biddle Farnsworth         | [ 18 ] |
| 1998 | The Mighty                                    | Kevin Dillon              | [ 19 ] |
| 1999 | She's All That                                | Simon Boggs               | [ 20 ] |
| 1999 | Music of the Heart                            | Alexi Tzavaras            | [ 21 ] |
| 1999 | The Cider House Rules                         | Buster                    | [ 22 ] |
| 2002 | The Dangerous Lives of Altar Boys             | Tim Sullivan              | [ 6 ]  |
| 2002 | Igby Goes Down                                | Jason "Igby" Slocumb, Jr. | [ 5 ]  |
| 2008 | Lymelife                                      | Jimmy Bartlett            | [ 23 ] |
| 2009 | Paper Man                                     | Christopher               | [ 24 ] |
| 2010 | Scott Pilgrim vs. the World                   | Wallace Wells             | [ 7 ]  |
| 2011 | Margaret                                      | Paul Hirsch               | [ 25 ] |
| 2013 | Movie 43 Segmento: "Veronica"                 | Neil                      | [ 26 ] |
| 2015 | Quitters                                      | Mr. Becker                | [ 27 ] |
| 2016 | Wiener-Dog                                    | Brandon McCarthy          | [ 28 ] |
| 2017 | Infinity Baby                                 | Ben                       | [ 29 ] |
| 2017 | Approaching a Breakthrough (Cortometraje)     | Norman Kaminsky           | [ 30 ] |
| 2020 | Father of the Bride, Part 3 (Cortometraje)    | Matthew "Matty" Banks     | [ 31 ] |
| 2021 | No Sudden Move                                | Charley                   | [ 32 ] |
| 2024 | A Real Pain                                   | Benjamin "Benji" Kaplan   | [ 33 ] |
| 2026 | Los Juegos del Hambre, Amanecer en la cosecha | Caesar Flickerman         |        |

### Televisión
| Año           | Título original                        | Personaje                              | Notas                                                          | Ref.   |
| ------------- | -------------------------------------- | -------------------------------------- | -------------------------------------------------------------- | ------ |
| 1996          | Frasier                                | Jimmy (voz)                            | Episodio: "The Impossible Dream" (T4E3)                        | [ 34 ] |
| 1999          | The Magical Legend of the Leprechauns  | Barney O'Grady                         | Miniseries                                                     | [ 35 ] |
| 2001          | Go Fish                                | Andy "Fish" Troutner                   | Papel principal                                                | [ 36 ] |
| 2015          | Fargo                                  | Rye Gerhardt                           | Invitado (T 2)                                                 | [ 37 ] |
| 2015          | Long Live the Royals                   | Peter (voz)                            | Papel principal                                                | [ 38 ] |
| 2018–2023     | Succession                             | Roman Roy                              | Papel principal                                                | [ 8 ]  |
| 2020          | Robot Chicken                          | Joe Jonas / Nostradamus's Intern (voz) | Episode: "Petless M in: Cars Are Couches On The Road" (T10E13) | [ 39 ] |
| 2022          | Gaming Wall Street                     | Narrador                               | Documentary miniseries                                         | [ 40 ] |
| 2022          | The Boys Presents: Diabolical          | O.D. (voz)                             | Episodio: "I'm Your Pusher" (S1E3)                             | [ 41 ] |
| 2022–presente | Solar Opposites                        | Glen Kumstein / Dodge Charger (voz)    | Papel principal (T3–presente)                                  | [ 42 ] |
| 2023          | Agent Elvis                            | Gabriel Wolf (voz)                     | Episodio: "Godspeed, Drunk Monkey" (S1E10)                     | [ 43 ] |
| 2023          | Scott Pilgrim Takes Off                | Wallace Wells (voz)                    | Papel principal                                                | [ 44 ] |
| 2023          | Teenage Euthanasia                     | Ref Mazos                              | Episodio: "A Waist-Down Ghost Town Shut Down" (S2E9)           | [ 45 ] |
| 2024          | The Second Best Hospital in the Galaxy | Dr. Plowp (voz)                        | Papel principal                                                | [ 46 ] |

## Reconocimientos

### Premios y nominaciones
| Premio                              | Año  | Trabajo                     | Categoría                                                                           | Resultado | Ref.   |
| ----------------------------------- | ---- | --------------------------- | ----------------------------------------------------------------------------------- | --------- | ------ |
| AACTA International Awards          | 2024 | Succession                  | Mejor actor de serie                                                                | Nominado  | [ 47 ] |
| Astra TV Awards                     | 2022 | Succession                  | Mejor actor de reparto en una cadena de televisión abierta o serie de cable – Drama | Nominado  | [ 48 ] |
| Astra TV Awards                     | 2024 | Succession                  | Mejor actor en una cadena de televisión abierta o serie de cable – Drama            | Nominado  | [ 49 ] |
| Premios BAFTA                       | 2024 | A Real Pain                 | Mejor actor de reparto                                                              | Ganador   | [ 50 ] |
| Critics' Choice Movie Awards        | 2003 | Igby Goes Down              | Mejor actor o actriz joven                                                          | Ganador   | [ 51 ] |
| Critics' Choice Television Awards   | 2022 | Succession                  | Mejor actor de reparto en una serie dramática                                       | Ganador   | [ 52 ] |
| Critics' Choice Television Awards   | 2024 | Succession                  | Mejor actor de reparto en una serie dramática                                       | Ganador   | [ 53 ] |
| Detroit Film Critics Society Awards | 2010 | Scott Pilgrim vs. the World | Mejor conjunto                                                                      | Nominado  | [ 54 ] |
| Dorian Awards                       | 2023 | Succession                  | Mejor interpretación televisiva – Drama                                             | Nominado  | [ 55 ] |
| Golden Globe Awards                 | 2003 | Igby Goes Down              | Mejor actor en una película musical o de comedia                                    | Nominado  | [ 9 ]  |
| Golden Globe Awards                 | 2019 | Succession                  | Mejor actor de reparto en una serie, miniserie o película para televisión           | Nominado  | [ 9 ]  |
| Golden Globe Awards                 | 2020 | Succession                  | Mejor actor de reparto en una serie, miniserie o película para televisión           | Nominado  | [ 9 ]  |
| Golden Globe Awards                 | 2022 | Succession                  | Mejor actor de reparto en una serie, miniserie o película para televisión           | Nominado  | [ 9 ]  |
| Golden Globe Awards                 | 2024 | Succession                  | Mejor actor en una serie de televisión – Drama                                      | Ganador   | [ 9 ]  |
| MTV Movie & TV Awards               | 2003 | Igby Goes Down              | Mejor interpretación masculina revelación                                           | Nominado  | [ 56 ] |
| Obie Awards                         | 2005 | After Ashley                | Rendimiento distinguido                                                             | Ganador   | [ 57 ] |
| People's Choice Awards              | 2024 | Succession                  | La estrella masculina de televisión del año                                         | Nominado  | [ 58 ] |
| People's Choice Awards              | 2024 | Succession                  | La estrella dramática del año en la televisión                                      | Nominado  | [ 58 ] |
| Primetime Emmy Awards               | 2020 | Succession                  | Mejor actor de reparto en una serie dramática                                       | Nominado  | [ 59 ] |
| Primetime Emmy Awards               | 2022 | Succession                  | Mejor actor de reparto en una serie dramática                                       | Nominado  | [ 59 ] |
| Primetime Emmy Awards               | 2024 | Succession                  | Mejor actor principal en una serie dramática                                        | Ganador   | [ 59 ] |
| Satellite Awards                    | 2003 | Igby Goes Down              | Mejor actor en una película musical o de comedia                                    | Ganador   | [ 60 ] |
| Satellite Awards                    | 2019 | Succession                  | Mejor reparto – Serie de televisión                                                 | Ganador   | [ 61 ] |
| Satellite Awards                    | 2022 | Succession                  | Mejor reparto – Serie de televisión                                                 | Ganador   | [ 62 ] |
| Satellite Awards                    | 2024 | Succession                  | Mejor reparto – Serie de televisión                                                 | Ganador   | [ 63 ] |
| Scream Awards                       | 2011 | Scott Pilgrim vs. the World | Mejor actor de reparto                                                              | Nominado  | [ 64 ] |
| Screen Actors Guild Awards          | 2022 | Succession                  | Actuación destacada de un conjunto en una serie dramática                           | Ganador   | [ 65 ] |
| Screen Actors Guild Awards          | 2022 | Succession                  | Mejor interpretación de un actor masculino en una serie dramática                   | Nominado  | [ 65 ] |
| Screen Actors Guild Awards          | 2024 | Succession                  | Actuación destacada de un conjunto en una serie dramática                           | Ganador   | [ 66 ] |
| Screen Actors Guild Awards          | 2024 | Succession                  | Mejor interpretación de un actor masculino en una serie dramática                   | Nominado  | [ 66 ] |
| Screen Actors Guild Awards          | 2025 | A Real Pain                 | Mejor actor de reparto                                                              | Ganador   | [ 67 ] |
| Premios Óscar                       | 2025 | A Real Pain                 | Mejor actor de reparto                                                              | Ganador   | [ 10 ] |
| TCA Awards                          | 2023 | Succession                  | Logros individuales en el teatro                                                    | Nominado  | [ 68 ] |
| Young Artist Awards                 | 1993 | Father of the Bride         | Mejor actor joven coprotagonista de una película                                    | Nominado  | [ 69 ] |
| Young Artist Awards                 | 1999 | The Mighty                  | Mejor actor protagonista joven en una película                                      | Nominado  | [ 70 ] |